# Riccardo Freda
Riccardo Freda (* 24. Februar 1909 in Alexandria, Ägypten; † 20. Dezember 1999 in Paris) war ein italienischer Filmregisseur und Drehbuchautor.

## Leben
Freda wurde als Sohn italienischer Eltern in Alexandria geboren. Er wuchs später in Mailand auf, wo er an der Universität studierte, wurde Bildhauer und später Kunstkritiker bei „Il Popolo di Lombardia“. Mitte der 1930er Jahre arbeitete Freda unter Luigi Freddi in der politischen Administration der Filmindustrie des faschistischen Italiens und begann kurz darauf seine Filmkarriere 1937 als Drehbuchautor und Produktionsassistent für „Tirrenia“ und später „Elica Films“. Bis zu seinem Regiedebüt schrieb er zahlreiche Drehbücher für Regisseure wie Gennaro Righelli und Raffaello Matarazzo. Mit seinem ersten Film Don Cesare de Bazan begann eine Reihe erfolgreicher Werke, wobei er sich auf Historienfilme konzentrierte, die vor allem großes Publikum fanden. Danach wandte er sich dem mythologischen Film zu; auch war er mit I vampiri 1956 sowie 1959 mit Caltiki (unter dem Pseudonym Robert Hamton) einer der Wegbereiter des italienischen Horrorfilms.
Freda war zudem für die Beherrschung von Massenszenen bekannt, sodass er für einige Filme die Regie des 2. Stabes übernahm.
Freda war mit der italienischen Schauspielerin Gianna Maria Canale verheiratet. Zwei seiner Pseudonyme waren George Lincoln und Robert Hamton.

## Ehrung
- 1988: Commandeur des Ordre des Arts et des Lettres[3]

## Filmografie (Auswahl)
- 1942: Don Cesare di Bazan
- 1946: Schwarzer Adler (Aquila nera)
- 1948: Die Elenden (I miserabili)
- 1948: Der geheimnisvolle Chevaliere (Il cavaliere misterioso)
- 1950: Mönch und Musketier (Il figlio di D'Artagnan)
- 1951: Die Rache des schwarzen Adlers (La vendetta di Aquila Nera)
- 1953: Spartakus, der Rebell von Rom (Spartaco)
- 1954: Theodora - Kaiserin von Byzanz (Teodora, imperatrice di Bisanzio)
- 1956: Der Vampir von Notre Dame (I vampiri)
- 1956: Ein zarter Hals für den Henker (Beatrice Cenci)
- 1957: Brennpunkt Tanger (Agguato a Tangeri)
- 1959: Caltiki – Rätsel des Grauens (Caltiki il mostro immortale)
- 1960: Das Schwert des roten Giganten (I giganti della Tessaglia)
- 1961: Agent 0-1-7 auf heißer Spur (Caccia all'uomo)
- 1961: Maciste in der Gewalt des Tyrannen (Maciste alla corte del Gran Khan)
- 1962: Maciste, der Rächer der Verdammten (Maciste all'inferno)
- 1962: Das schreckliche Geheimnis des Dr. Hichcock (L’orribile segreto del Dr. Hichcock)
- 1962: Die sieben Schwerter der Rache (Le sette spade del vendicatore)
- 1963: Mit Faust und Degen (Il magnifico avventuriero)
- 1964: Liebe in Verona (Giulietta e Romeo)
- 1965: Geheimauftrag CIA - Istanbul 777 (Coplan FX 18 casse tout)
- 1966: Roger-la-Honte
- 1967: Frank Collins 999: Mit Chloroform geht’s besser (Coplan ouvre le feu à Mexico)
- 1967: Der Tod zählt keine Dollar (La morte non conta i dollari)
- 1969: Das Gesicht im Dunkeln (A doppia faccia)
- 1970: In der Glut des Mittags (La salamandra del deserto)
- 1971: Die Bestie mit dem feurigen Atem (L'iguana dalla lingua di fuoco)
- 1980: Delirium (L'ossessione che uccide)